# Franz Kuhn (Mediziner)
Franz Kuhn (* 12. Oktober 1866 in Aschaffenburg; † 28. März 1929 in Berlin) war ein deutscher Chirurg, der insbesondere als Pionier der Anästhesie bekannt wurde.

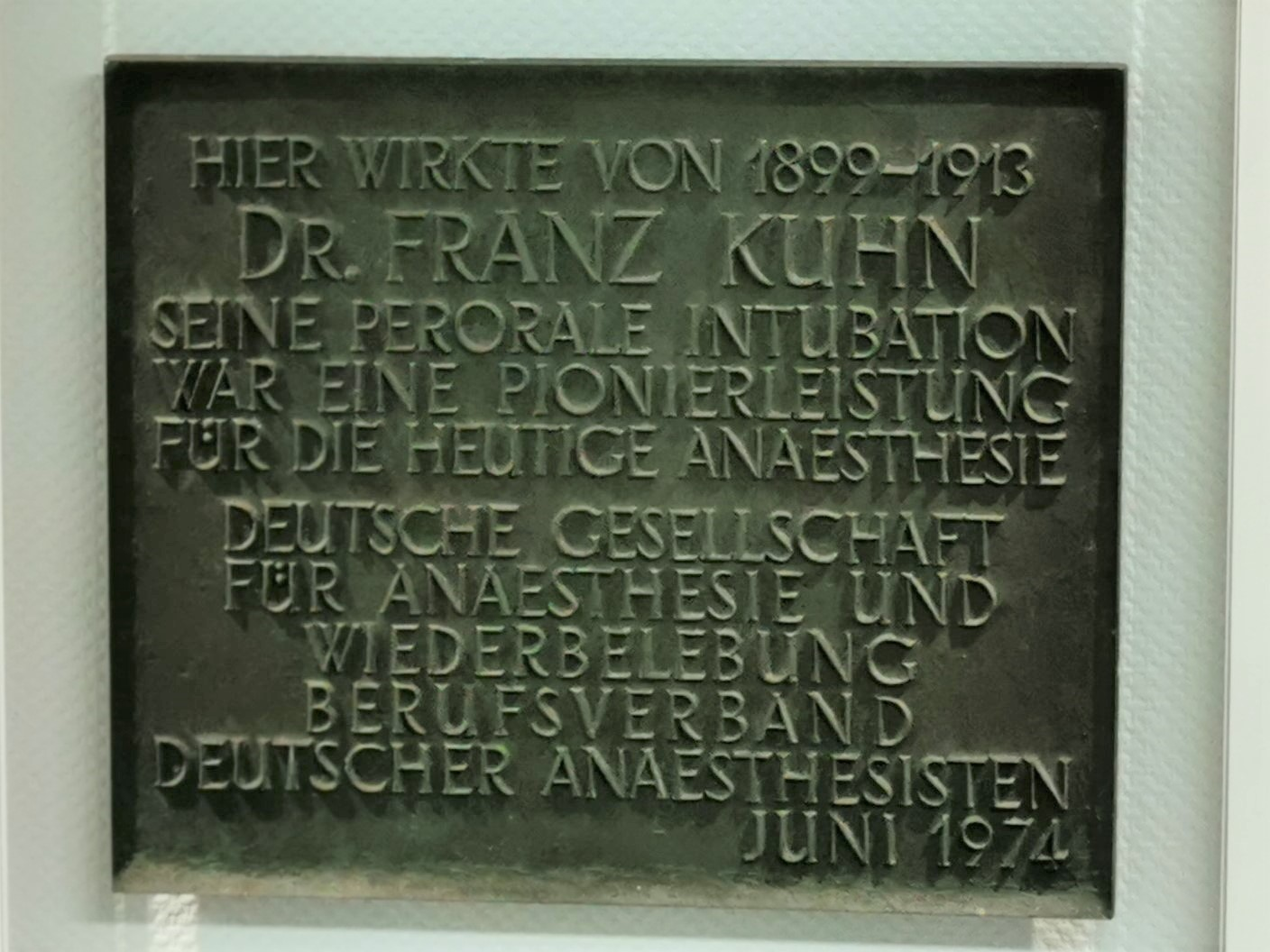
Ehrentafel des Berufsverbandes Deutscher Anästhesisten für Franz Kuhn im Elisabeth-Krankenhaus Kassel

Kuhn studierte in Würzburg, Berlin und München und wurde 1891 in Würzburg promoviert. An der Medizinischen und Chirurgischen Universitätsklinik war er in Gießen als Assistenzarzt tätig. Im Jahr 1899 wurde er Chefarzt für Chirurgie und Direktor des Elisabeth-Krankenhauses in Kassel.
Kuhn wendete dort zwischen 1910 und 1913 einen 12 bis 15 Zentimeter langen Tubus aus Metall mit abgerundeter Spitze an, den er mit Hilfe eines Mandrins beim wachen Patienten (nach Gabe vorheriger Gabe von etwas Morphin und „Kokainisierung“ [örtlicher Betäubung mit Kokain] des Kehlkopfeingangs) in die Luftröhre einführte, um anschließend über diesen Tubus und einen Trichter Chloroform bzw. Äther zur Narkose zu applizieren. Durch eine Tamponade erreichte er eine weitgehende Abdichtung. Ab 1858 (im Tierversuch) bzw. 1871 (beim Menschen) wurde die Intubation zur Narkose bereits vereinzelt angewendet, aber erst Kuhn hatte die Methode der Endotrachealnarkose auf breiter Basis ab 1911 erprobt, systematisch angewandt und ausgebaut. Kuhn, der im Gegensatz zu William Macewen bereits Lokalanästhesie und einen Kehlkopfspiegel zum Einführen des Endotrachealtubus benutzte, ist damit, auch wenn seine Methode während des Ersten Weltkriegs zunächst in Vergessenheit geriet, ein Pionier der Intubationsnarkose. Bereits 1900 hatte er einen eigenen Tubus, bestehend aus einer dünnen Metallspirale, entwickelt, der nicht abknicken konnte. Im Jahr 1905 entwickelte er, nachdem er die endotracheale Narkose systematisch ausgearbeitet hatte, eine Apparatur zur Überdruckbeatmung.
1911 veröffentlichte er das Buch Die perorale Intubation, in dem er auch die Anwendung der Intubation bei Bauchoperationen und verschiedene Vorteile (Verhinderung von Aspiration, Verminderung der Infektionsgefahr und erleichterter Zugang des Operateurs bei Eingriffen am Kopf) beschrieb. Im Jahr 1902 hatte er auch bereits auf die Möglichkeit und Vorteile der nasotrachealen Intubation hingewiesen. Zudem äußerte er schon um 1905, wie durch Überdruckbeatmung nach Intubation zur Narkose ein Kollaps der Lungen bei Operationen am offenen Brustkorb vermieden werden kann. Er entwarf bereits ein Gerät, welches das vom Patienten abgeatmete Kohlendioxid absorbieren konnte. Zusammen mit Dräger entwickelte er das Kuhn-Dräger-Narkosegerät. Der Widerstand von Ferdinand Sauerbruch verhinderte jedoch die Einführung der Intubation in Deutschland.
Die Deutsche Gesellschaft für Anästhesiologie und Intensivmedizin (DGAI) stiftete im Andenken an ihren Pionier 1987 die Franz-Kuhn-Medaille; hiermit werden seitdem in unregelmäßigen Abständen Menschen ausgezeichnet, die sich in besonderer Weise um die Entwicklung des Fachgebietes verdient gemacht haben. Bis 2021 gab es 32 Laureaten. 